# (9136) Lalande
(9136) Lalande  es un asteroide perteneciente al cinturón de asteroides, descubierto el 13 de mayo de 1971 por Ingrid van Houten-Groeneveld y Cornelis Johannes van Houten desde el Observatorio Palomar, en Estados Unidos.

## Designación y nombre
Lalande se designó inicialmente como 4886 T-1.
Más adelante fue nombrado en honor al astrónomo francés  Joseph Lalande (1732-1807).

## Características orbitales
Lalande orbita a una distancia media del Sol de 2,4359 ua, pudiendo acercarse hasta 2,0765 ua y alejarse hasta 2,7952 ua. Tiene una excentricidad de 0,1475 y una inclinación orbital de 6,6884° grados. Emplea en completar una órbita alrededor del Sol 1388 días.

## Características físicas
Su magnitud absoluta es 13,8. Tiene 3,709 km de diámetro. Su albedo se estima en 0,268.